# Conca de Dalt (conca)
|  | Aquest article és sobre la sotscomarca d'aquest nom. Per al municipi, vegeu Conca de Dalt. |

La Conca de Dalt és una de les tres conques que formen el Pallars Jussà, a més de la Vall Fosca. Les altres dues conques són la Conca Deçà, o de Tremp, i la Conca Dellà.
En l'actualitat hi ha un municipi pallarès amb aquest mateix nom, però caldria no confondre'ls. Una cosa és la unitat geogràfica anomenada Conca de Dalt, i l'altra el terme municipal centrat en el Pont de Claverol, que el 1994 va triar aquest nom per a l'agrupació, feta el 1969, dels antics municipis d'Aramunt, Claverol, Hortoneda de la Conca i Toralla i Serradell, malgrat la recomanació dels responsables de la toponímia oficial catalana, geògrafs i lingüistes, que suggeriren el canvi de nom del municipi perquè generava confusions. Ara per ara, l'ajuntament anomenat de Conca de Dalt no s'ha avingut al canvi de denominació, en part perquè ja es van veure obligats a un canvi de denominació anterior: entre el 1969 i el 1994 el municipi s'anomenà Pallars Jussà, nom que coincidia amb el de la comarca a la qual pertanyia. Això ja els obligà a un canvi de nom en el moment de la implantació de la divisió comarcal catalana. Tanmateix, en el nomenclàtor oficial de toponímia catalana, al costat de Conca de Dalt s'admet el Pont de Claverol com a nom alternatiu, també amb caràcter oficial, del municipi.

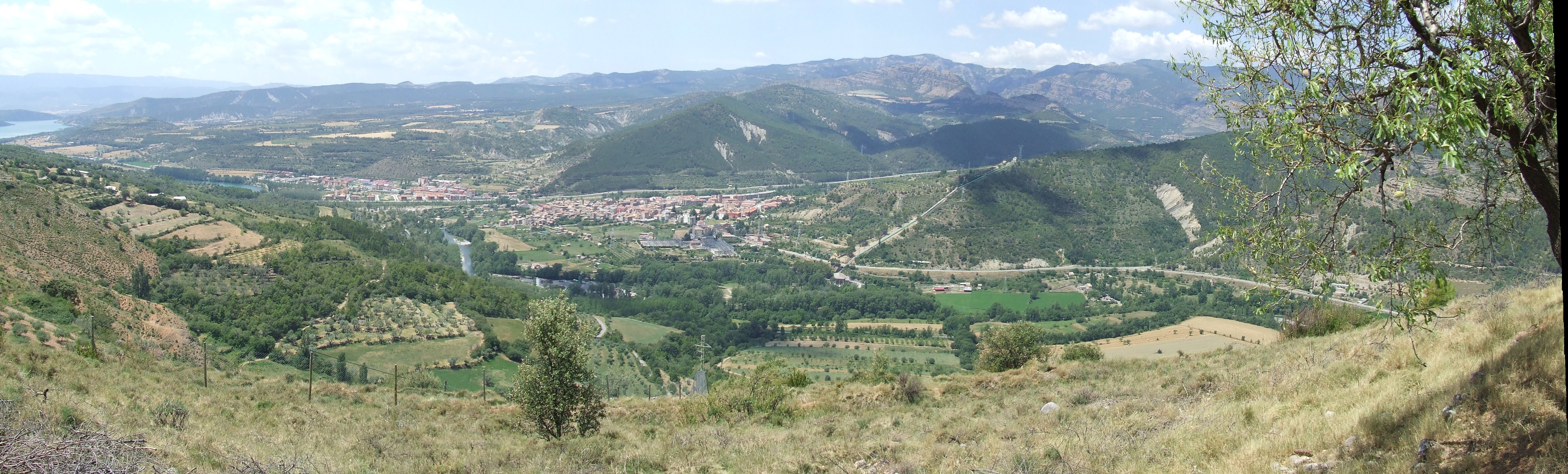
Centre de la Conca de Dalt, amb la Pobla de Segur i, al fons, part de l'antic terme de Toralla i Serradell. Vista des de Claverol

La sotscomarca de la Conca de Dalt comprèn els termes municipals de Conca de Dalt, la Pobla de Segur i Senterada, a més d'una vall del terme municipal d'Abella de la Conca: la vall de Carreu. Tanmateix, el municipi de Senterada és, de fet, de transició entre la Conca de Dalt i la Vall Fosca, però l'atracció de la Pobla de Segur, que fa de capital de facto de la Conca de Dalt, decanta Senterada més cap a aquesta banda que no pas cap a la Vall Fosca. En certa manera, es podria considerar una cosa semblant per a Salàs de Pallars, que és en zona de transició entre la Conca de Dalt i la de Tremp, però en aquest cas preval la influència de Tremp, que l'aboca més cap a la Conca Deçà, o de Tremp.

## Etimologia
És un topònim romànic modern de caràcter descriptiu: és la de més amunt -cap al nord- de les diferents conques que formen el Pallars Jussà.